# Клюква в сахаре
«Клюква в сахаре» — комедия с элементами мелодрамы, снятая кинокомпанией «Мико-фильм» в 1995 году всего за 14 дней.

## Сюжет
Актёр провинциального кукольного театра Александр Ёлкин приезжает попытать счастья в Санкт-Петербург. Он останавливается у своего давнишнего приятеля Алексея Мещерякова — большого шутника, с которым они когда-то учились вместе в театральном институте. Мещеряков сделал хорошую карьеру эстрадного артиста и добился больших успехов в пародировании политиков и разных известных людей, его часто приглашали с выступлениями на различные презентации, и как раз в эту ночь он уехал на одну из них. 
Охотно оставив у себя приятеля на ночь, Мещеряков приглашает для гостя «девочку по вызову». Впоследствии оказалось, что свекровь прибывшей ночной гостьи — первая любовь Ёлкина, а сутенёр, который привёз её — его сын.

## В ролях
| Актёр              | Роль      |
| ------------------ | --------- |
| Сергей Шакуров     | Ёлкин     |
| Ирина Мирошниченко | Агнесса   |
| Михаил Боярский    | Мещеряков |
| Марина Засухина    | Лена      |
| Сергей Дьячков     | Костя     |
| Борис Смолкин      | Семён     |
| Владимир Лелётко   | эпизод    |
| Анатолий Журавлёв  | эпизод    |

## Создатели фильма
- Режиссёр: Александр Полынников
- Сценарист: Рауф Кубаев
- Оператор: Сергей Дворцов
- Композитор: Евгений Чистов
- Художник: Алексей Чуркин

Михаил Боярский и Сергей Шакуров в фильме «Клюква в сахаре» (1995 год)

- Продюсеры: Владимир Есинов, Владимир Храпунов, Ольга Шиманская[1]